# 18984 Olathe
18984 Olathe è un asteroide della fascia principale. Scoperto nel 2000, presenta un'orbita caratterizzata da un semiasse maggiore pari a 3,2499673 UA e da un'eccentricità di 0,0379287, inclinata di 14,02936° rispetto all'eclittica.